# Neolitsea coccinea
Neolitsea coccinea är en lagerväxtart som beskrevs av Benjamin Clemens Masterman Stone. Neolitsea coccinea ingår i släktet Neolitsea och familjen lagerväxter. Inga underarter finns listade i Catalogue of Life.